# 西格納爾 (卡扎京區)
49°41′2″N 28°48′28″E / 49.68389°N 28.80778°E
西格納爾（烏克蘭語：Сигнал），是烏克蘭的村落，位於該國西南部文尼察州，由赫米利尼克區負責管轄，始建於1826年，面積11.48平方公里，海拔高度304米，2001年人口796，人口密度每平方公里69.34人。